# Линд, Раймо
Ра́ймо Линд (фин. Raimo Lind; род. XX век, Финляндия) — финский кёрлингист.
В составе мужской сборной Финляндии участник чемпионата мира 1999 и трёх чемпионатов Европы. Двукратный чемпион Финляндии среди мужчин.

## Достижения
- Чемпионат Европы по кёрлингу: бронза (1999).
- Чемпионат Финляндии по кёрлингу среди мужчин: золото (1996, 1998).

## Команды
| Сезон   | Четвёртый              | Третий               | Второй     | Первый         | Запасной                                                  | Турниры                             |
| ------- | ---------------------- | -------------------- | ---------- | -------------- | --------------------------------------------------------- | ----------------------------------- |
| 1995—96 | Маркку Уусипаавалниеми | Юсси Уусипаавалниеми | Раймо Линд | Hannu Nieminen | Йоуни Векман                                              | ЧФМ 1996                            |
| 1996—97 | Маркку Уусипаавалниеми | Юсси Уусипаавалниеми | Раймо Линд | Вилле Мякеля   |                                                           | ЧЕ 1996 (7 место)                   |
| 1997—98 | Маркку Уусипаавалниеми | Вилле Мякеля         | Томми Хяти | Яри Лаукканен  | Раймо Линд                                                | ЧФМ 1998                            |
| 1998—99 | Маркку Уусипаавалниеми | Вилле Мякеля         | Томми Хяти | Яри Лаукканен  | Раймо Линд тренеры (ЧЕ): Olli Rissanen, Эева Рётлизбергер | ЧЕ 1998 (6 место) ЧМ 1999 (8 место) |
| 1999—00 | Маркку Уусипаавалниеми | Вилле Мякеля         | Томми Хяти | Яри Лаукканен  | Раймо Линд тренеры: Эева Рётлизбергер, Olli Rissanen      | ЧЕ 1999                             |

(скипы выделены полужирным шрифтом)